# Струтиомим
Струтиоми́м (лат. Struthiomimus, «страусиный имитатор») — род страусоподобных динозавров из позднего мелового периода Северной Америки. Род Struthiomimus содержит три вида; самый известный из них, Struthiomimus altus, относится к наиболее распространённым небольшим динозаврам в Провинциальном парке Дайносор. Изобилие этих животных позволяет предположить, что они были растительноядными или всеядными, а не хищниками.
Как и у многих других динозавров, найденных в XIX веке, таксономическая история различных видов струтиомима весьма запутана. Первые известные окаменелости назвал и описал Отниел Чарльз Марш в 1892 году под именем Ornithomimus sedens. Следующий вид, Ornithomimus altus, назвал Лоуренс Ламб в 1902 году. И только в 1917 году Генри Осборн дал родовое название Struthiomimus окаменелым останкам, найденным в 1914 году в окрестностях реки Ред-Дир, провинция Альберта, Канада.

## Описание

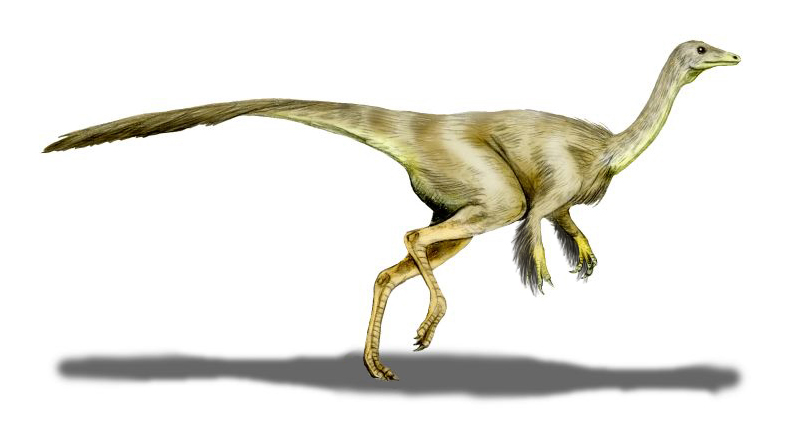
Реконструкция внешнего вида струтиомима

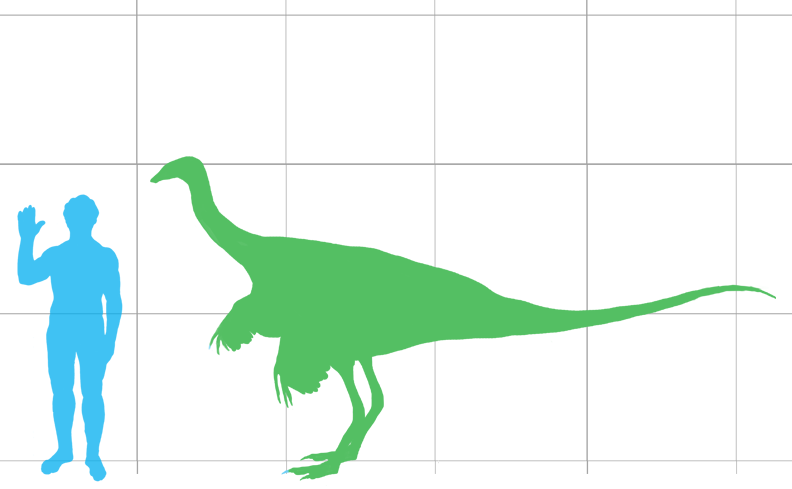
Размер самого крупного струтиомима в сравнении с человеком

Все виды струтиомимов имели телосложение и конструкцию скелета, типичную для орнитомимид, отличаясь при этом от близкородственных родов, вроде орнитомима и галлимима в пропорциях и деталях анатомии. Как и другие представители своего семейства, струтиомимы имели маленькие головы на длинных шеях, составлявших около 40 % от общей длины. Глаза были большими, а челюсти — беззубыми. Позвоночник состоял из десяти шейных, тридцати спинных, шести поясничных и около тридцати пяти хвостовых позвонков. Их хвосты были относительно жёсткими и, вероятно, использовались для баланса. У струтиомимов были длинные тонкие передние конечности с неподвижными костями предплечья и ограниченно противопоставленными первым пальцем и двумя другими. Три пальца имели примерно одинаковую длину, а когти были слегка изогнутыми, что характерно для прочих орнитомимид, но необычно для тероподов. Описавший скелет Генри Осборн сравнил переднюю конечность струтиомима с лапой ленивца. 
От ближайших родственников струтиомим отличался только некоторыми деталями анатомии. Край верхней части клюва у него был вогнутым, в отличие от орнитомима, который имел ровный клюв. Струтиомим обладал более длинными лапами по отношению к плечевой кости, чем прочие представители семейства, с особенно длинными когтями. Их передние конечности были более крепкими, чем у других орнитомимид. 

### Виды
Типовой вид, Struthiomimus altus, известен по нескольким скелетам и черепам, и его размеры составляли приблизительно 4,3 метра в длину и 1,4 метра в бедре, вес составлял примерно 150 килограммов. Ископаемые останки Struthiomimus altus известны из формации Олдман, которая датируется 78—77 миллионами лет назад, кампанским веком позднего мелового периода. Более ранний вид (пока не названный), который, по-видимому, отличается от Ornithomimus altus более длинными и тонкими лапами, известен по нескольким образцам, обнаруженным в Хорсшу-Кэньон и в нижнем отделе формации Ланс (маастрихская эпоха, между 69 и 67,5 миллиона лет назад).

## Открытие и история изучения

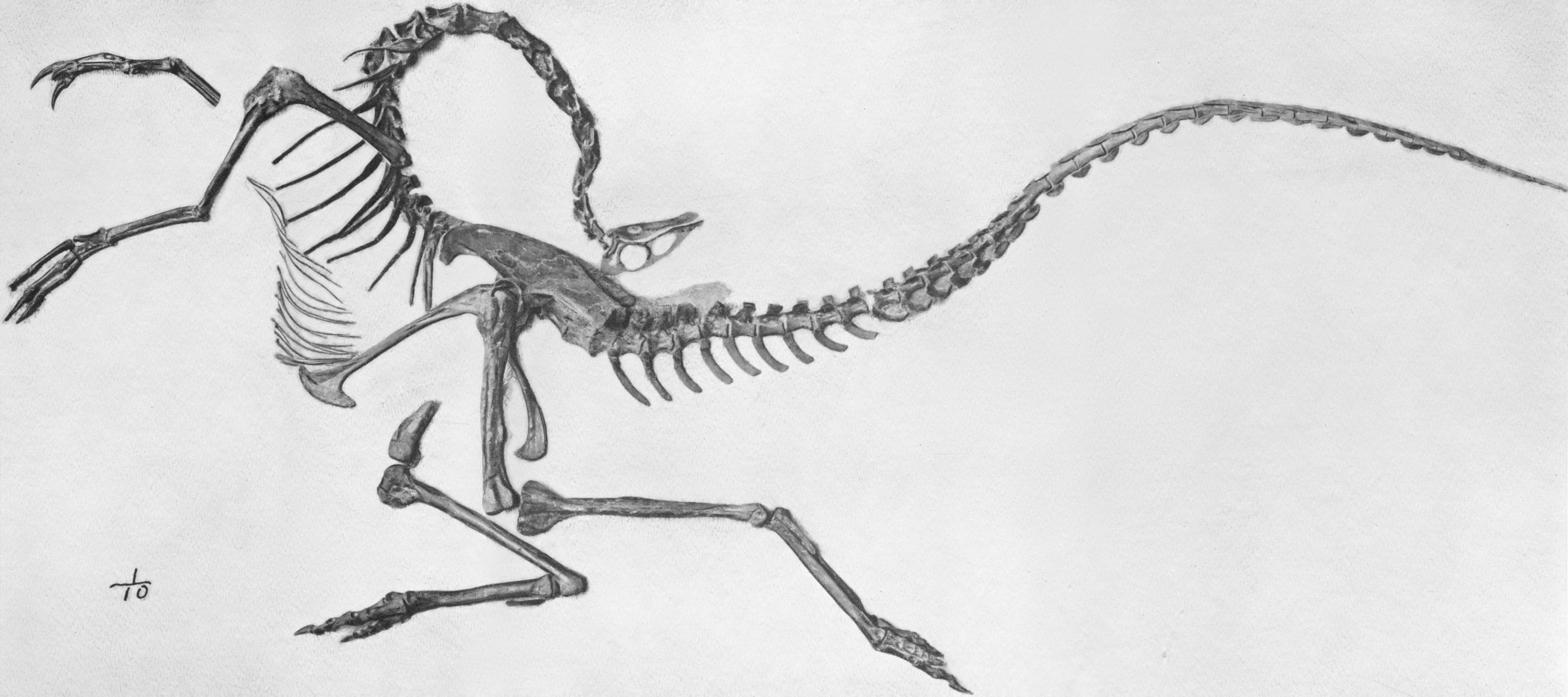
Почти полный образец Struthiomimus altus, AMNH 5339, найденный в 1914 году

В 1901 году Лоуренс Ламб обнаружил некоторые неполные останки, голотип CMN 930, и назвал их Ornithomimus altus, поместив их в тот же род, что и материал, описанный Маршем в 1890 году. Видовой эпитет altus переводится с латинского как «высокий» или «благородный». Тем не менее, в 1914 году Барнум Браун обнаружил почти полный скелет в местечке возле реки Ред-Дир в провинции Альберта. В 1917 году Генри Осборн  официально описал его как подрод Struthiomimus. Осборн усложнил проблему, назначив образец лучшей сохранности, AMNH 5339, в качестве геноголотипа. Дейл Расселл сделал струтиомима полноценным валидным родом в 1972 году и отнёс к нему несколько образцов, все — частичные скелеты. В 1916 году Осборн также переименован Ornithomimus tenuis (Marsh, 1890) в Struthiomimus tenuis. Сегодня этот вид считается nomen dubium. 

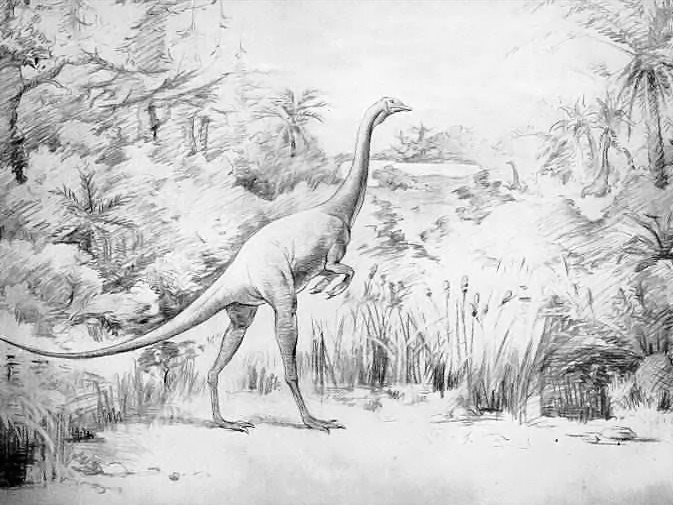
Иллюстрация, опубликованная в журнале Natural History в 1921 году, показывающая раннее представление о внешнем виде S. altus

В последующие годы Уильям Артур Паркс назвал четыре других вида струтиомима: Struthiomimus brevetertius (Parks, 1926), Struthiomimus samueli (Parks, 1928), Struthiomimus currellii (Parks, 1933) и Struthiomimus ingens (Parks, 1933). Эти образцы сегодня рассматриваются как принадлежавшие либо Dromiceiomimus, либо Ornithomimus.
В 1997 году Дональд Глат упомянул вид Struthiomimus lonzeensis. Вероятно, это была ошибка, lapsus calami для Ornithomimus lonzeensis (Dollo, 1903).
Struthiomimus altus происходит из позднего кампанского яруса формации Олдмен. 
Второй возможный вид струтиомима известен из раннего маастрихского яруса формации Хорсшу. Поскольку динозавры быстро эволюционировали, вполне вероятно, что эти молодые особи струтиомимов представляют собой вид, отличный от Struthiomimus altus, хотя никакое новое наименование им дано не было. 
Дополнительные экземпляры струтиомима из нижних слоёв формации Лэнс и их более крупные эквиваленты (сравнимые по размеру с галлимимом) имеют более прямые и удлинённые когти передних лап, аналогичные тем, которые находили у орнитомима. Один из относительно полных образцов формации Ланс, BHI 1266, был первоначально отнесён к Ornithomimus sedens (названный Маршем в 1892 году), а затем классифицирован как Struthiomimus sedens. В работе ван дер Рееста и др. 2015 года эта находка определена как Ornithomimus sp., а в статье Claessens & Loewen того же года — как Struthiomimus sp., и отмечена желательность ревизии обоих родов.

## Классификация
Струтиомим относится к семейству Ornithomimidae, которое также включает роды ансеримим, Archaeornithomimus, Dromiceiomimus, галлимим, орнитомим и Sinornithomimus.
Подобно тому, как ископаемые останки струтиомима были неправильно отнесены к орнитомиму, большая группа, к которой также принадлежит струтиомим, орнитомимозавры, также претерпела изменения на протяжении многих лет. Например, Отниел Марш изначально включил струтиомима в группу орнитоподы, большую кладу динозавров, не имеющую близкого родства с тероподами. Пять лет спустя Марш причисляет струтиомима к цератозаврам. В 1891 году Баур отнёс род к игуанодонтам. В 1993 году струтиомим был причислен к овирапторозаврам. В 1990-х годах публиковались многочисленные исследования, которые причисляли струтиомима к целурозаврам. 
Признавая разницу между орнитомимидами и другими тероподами, монгольский палеонтолог Ринчен Барсболд в 1976 году поместил орнитомимид в пределах собственного подотряда орнитомимизавры. Классификация орнитомимд и орнитомимизавров варьировалась от автора к автору. Пол Серено, например, в 1998 году включил в орнитомимидов всех орнитомимизавров, но впоследствии поменял определение на более продвинутую схему классификации в пределах клады орнитомимозавров, которая была принята другими авторами в начале нынешнего века.
Приведённая ниже кладограмма следует классификации 2011 года, приведённой Сюй Сином и его коллегами.

|  | Anserimimus |
|  |             |
|  | Gallimimus  |
|  |             |

|         | Qiupalong                                                      |
|         |                                                                |
| unnamed | \| \| Struthiomimus \| \| \| \| \| \| Ornithomimus \| \| \| \| |
|         | \| \| Struthiomimus \| \| \| \| \| \| Ornithomimus \| \| \| \| |
|         | Struthiomimus                                                  |
|         |                                                                |
|         | Ornithomimus                                                   |
|         |                                                                |

|  | Struthiomimus |
|  |               |
|  | Ornithomimus  |
|  |               |

|  | Anserimimus |
|  |             |
|  | Gallimimus  |
|  |             |

|         | Qiupalong                                                      |
|         |                                                                |
| unnamed | \| \| Struthiomimus \| \| \| \| \| \| Ornithomimus \| \| \| \| |
|         | \| \| Struthiomimus \| \| \| \| \| \| Ornithomimus \| \| \| \| |
|         | Struthiomimus                                                  |
|         |                                                                |
|         | Ornithomimus                                                   |
|         |                                                                |

|  | Struthiomimus |
|  |               |
|  | Ornithomimus  |
|  |               |

|  | Anserimimus |
|  |             |
|  | Gallimimus  |
|  |             |

|         | Qiupalong                                                      |
|         |                                                                |
| unnamed | \| \| Struthiomimus \| \| \| \| \| \| Ornithomimus \| \| \| \| |
|         | \| \| Struthiomimus \| \| \| \| \| \| Ornithomimus \| \| \| \| |
|         | Struthiomimus                                                  |
|         |                                                                |
|         | Ornithomimus                                                   |
|         |                                                                |

|  | Struthiomimus |
|  |               |
|  | Ornithomimus  |
|  |               |

|  | Anserimimus |
|  |             |
|  | Gallimimus  |
|  |             |

|         | Qiupalong                                                      |
|         |                                                                |
| unnamed | \| \| Struthiomimus \| \| \| \| \| \| Ornithomimus \| \| \| \| |
|         | \| \| Struthiomimus \| \| \| \| \| \| Ornithomimus \| \| \| \| |
|         | Struthiomimus                                                  |
|         |                                                                |
|         | Ornithomimus                                                   |
|         |                                                                |

|  | Struthiomimus |
|  |               |
|  | Ornithomimus  |
|  |               |

|  | Anserimimus |
|  |             |
|  | Gallimimus  |
|  |             |

|         | Qiupalong                                                      |
|         |                                                                |
| unnamed | \| \| Struthiomimus \| \| \| \| \| \| Ornithomimus \| \| \| \| |
|         | \| \| Struthiomimus \| \| \| \| \| \| Ornithomimus \| \| \| \| |
|         | Struthiomimus                                                  |
|         |                                                                |
|         | Ornithomimus                                                   |
|         |                                                                |

|  | Struthiomimus |
|  |               |
|  | Ornithomimus  |
|  |               |

|  | Anserimimus |
|  |             |
|  | Gallimimus  |
|  |             |

|         | Qiupalong                                                      |
|         |                                                                |
| unnamed | \| \| Struthiomimus \| \| \| \| \| \| Ornithomimus \| \| \| \| |
|         | \| \| Struthiomimus \| \| \| \| \| \| Ornithomimus \| \| \| \| |
|         | Struthiomimus                                                  |
|         |                                                                |
|         | Ornithomimus                                                   |
|         |                                                                |

|  | Struthiomimus |
|  |               |
|  | Ornithomimus  |
|  |               |

|  | Anserimimus |
|  |             |
|  | Gallimimus  |
|  |             |

|         | Qiupalong                                                      |
|         |                                                                |
| unnamed | \| \| Struthiomimus \| \| \| \| \| \| Ornithomimus \| \| \| \| |
|         | \| \| Struthiomimus \| \| \| \| \| \| Ornithomimus \| \| \| \| |
|         | Struthiomimus                                                  |
|         |                                                                |
|         | Ornithomimus                                                   |
|         |                                                                |

|  | Struthiomimus |
|  |               |
|  | Ornithomimus  |
|  |               |

|  | Anserimimus |
|  |             |
|  | Gallimimus  |
|  |             |

|         | Qiupalong                                                      |
|         |                                                                |
| unnamed | \| \| Struthiomimus \| \| \| \| \| \| Ornithomimus \| \| \| \| |
|         | \| \| Struthiomimus \| \| \| \| \| \| Ornithomimus \| \| \| \| |
|         | Struthiomimus                                                  |
|         |                                                                |
|         | Ornithomimus                                                   |
|         |                                                                |

|  | Struthiomimus |
|  |               |
|  | Ornithomimus  |
|  |               |

## Палеобиология

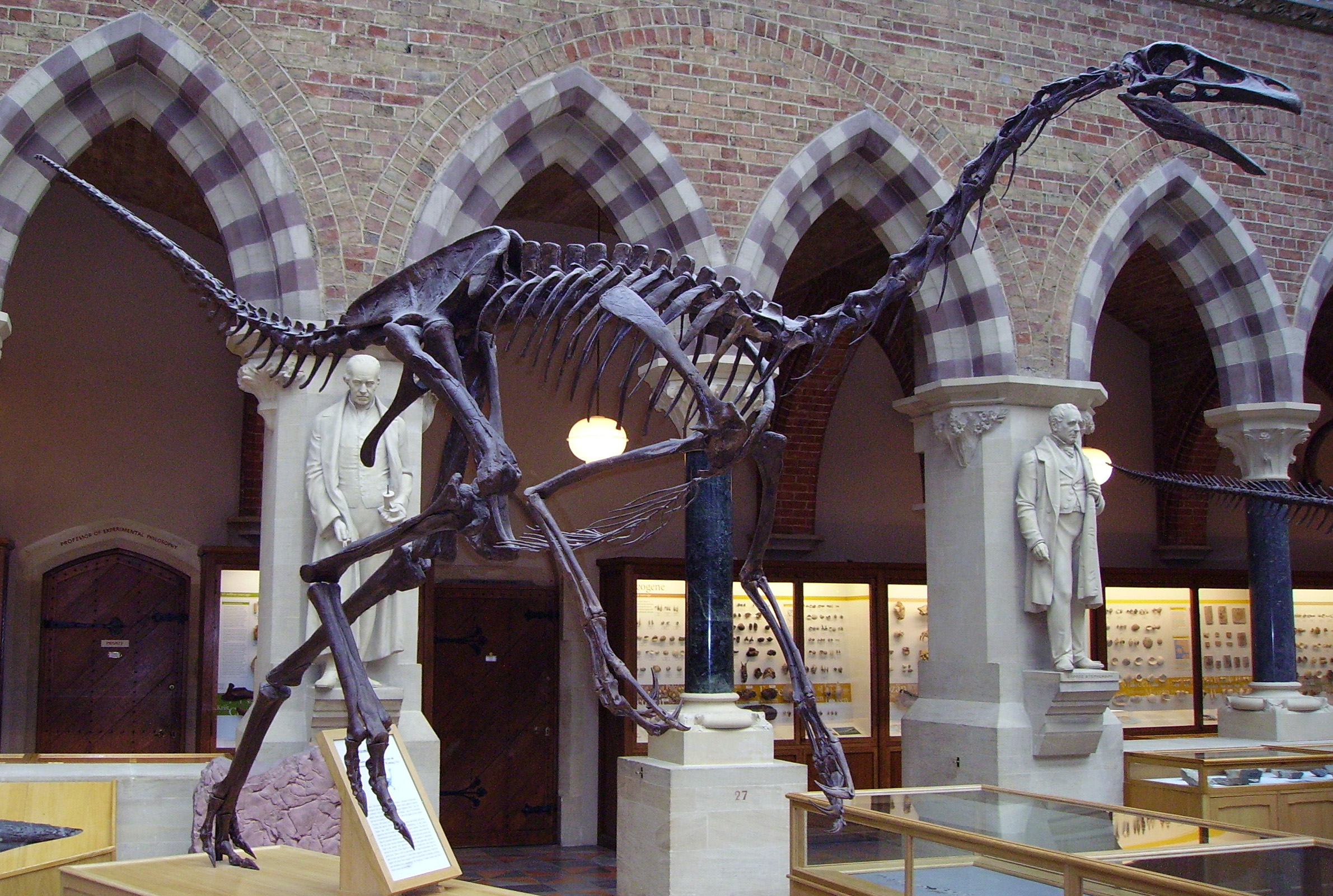
Смонтированный слепок скелета Struthiomimus sedens, Музей естественной истории Оксфордского университета

В 2001 году Брюс Ротшильд и другие палеонтологи провели исследование пятидесяти костей стопы, отнесённых к струтиомиму, на предмет трещиноватости, но ничего не нашли. 
Струтиомим был одним из первых теропод, чьё положение тела изначально рассматривалось как горизонтальное. Осборн в 1916 году намеренно допустил изображение струтиомима с поднятым хвостом. Такие изображения создали образ, гораздо больше напоминающий современных нелетающих птиц, таких, как страус, на которого указывает название этого динозавра, но лишь много лет спустя подобную модель стали применять ко всем тероподам. 

### Питание

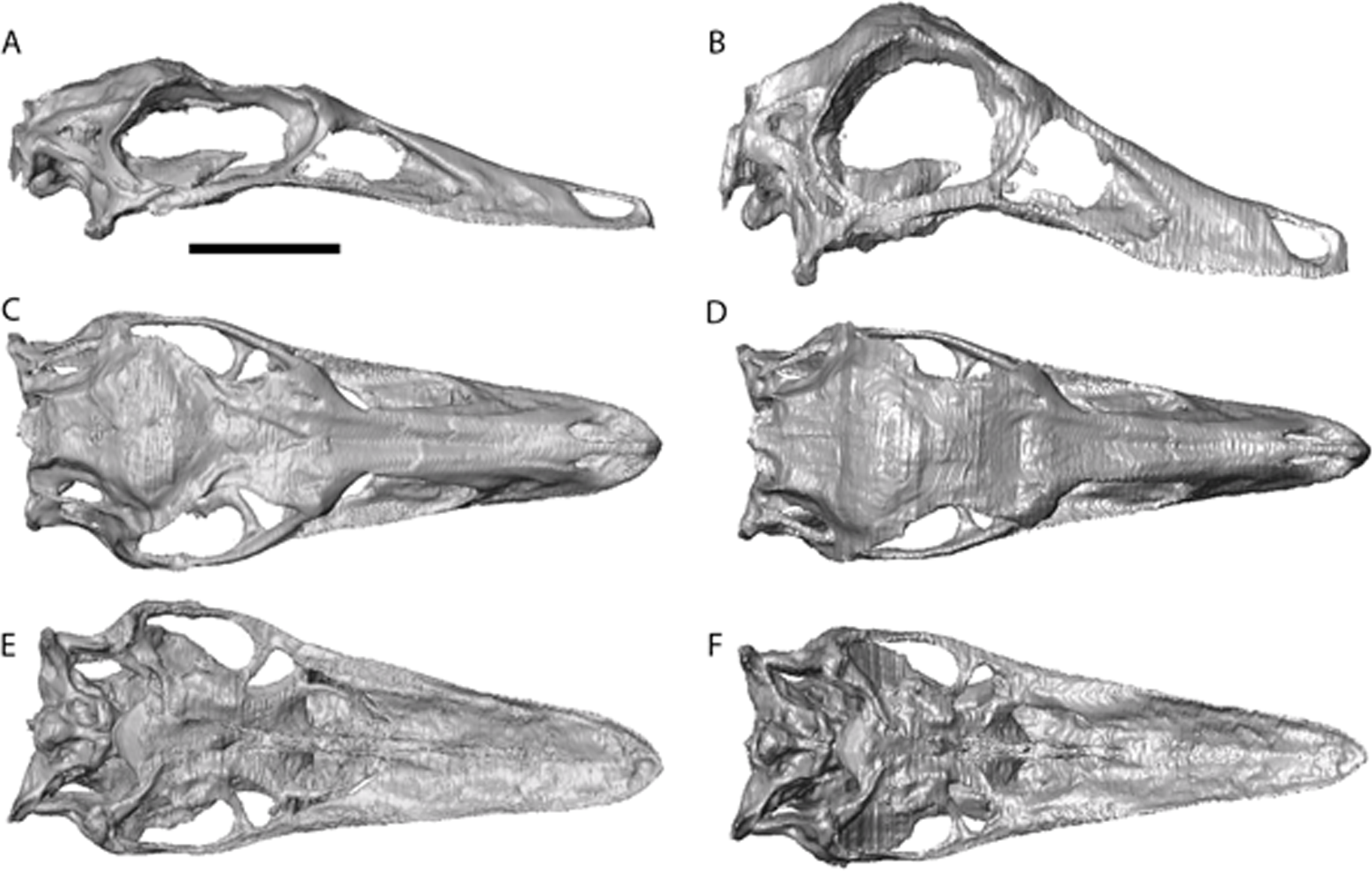
Череп RTMP 1990.026.0001, начальная (слева) и конечная (справа) реконструкция

По поводу питания струтиомима было много дискуссий. Исходя из ровной формы его клюва, было сделано предположение, что он был всеядным. Согласно некоторым версиям, струтиомим был обитателем берегов и речных пойм, а его клюв служил для процеживания воды. Некоторые палеонтологи высказывались в пользу плотоядности динозавра, поскольку он относится к группе хищных теропод. Эта версия никогда не сбрасывалась со счетов, но Осборн, который описал и назвал динозавра, предположил, что он, вероятно, ел почки и побеги деревьев, кустарников и других растений, используя передние лапы, чтобы схватить ветви, и длинную шею, чтобы выбирать то, что ему хотелось съесть. Растительная диета подтверждается необычной структурой его передних лап. Второй и третий пальцы были одинаковой длины, не могли функционировать независимо друг от друга, и, вероятно, были связаны друг с другом складкой кожи воедино. Структура плечевого пояса не обеспечивает высокую степень подъёма лап и не была оптимизирована для захвата с низкого уровня. Передняя конечность не могла быть полностью согнута для хватательного движения или разогнута для сгребания. Это указывает на то, что конечность использовалась в качестве «крюка» или «зажима» для поднесения веток или листьев папоротника до высоты плеча.

### Скорость
Задние конечности струтиомима были длинными, мощными и, казалось бы, подходили для быстрого бега, как у страуса. Предполагаемая скорость была главной защитой динозавра от хищников, таких, как дромеозавриды (Saurornitholestes и дромеозавры) и тираннозавриды (дасплетозавры и горгозавры), которые жили примерно в то же время. Возможно, в крайних случаях он мог защищаться когтями на лапах. В 1988 году Грегори С. Пол оценил скорость струтиомима от 50 до 80 км/ч.